# Achelia spinosa
Achelia spinosa är en havsspindelart som beskrevs av Wilson, E.B. 1878. Achelia spinosa ingår i släktet Achelia och familjen Ammotheidae. Inga underarter finns listade i Catalogue of Life.